# هیولت (نیویورک)
هیولت (به انگلیسی: Hewlett) یک منطقهٔ مسکونی در ایالات متحده آمریکا است که در شهرستان نساو، نیویورک واقع شده‌است. هیولت ۲٫۳ کیلومتر مربع مساحت و ۶٬۸۱۹ نفر جمعیت دارد و ۶ متر بالاتر از سطح دریا واقع شده‌است.